# Romanów (obwód żytomierski)
Romanów (ukr. Романів, Romaniw; w latach 1933–2003 Дзержинськ, Dzerżynśk) – osiedle typu miejskiego na Ukrainie, w obwodzie żytomierskim, siedziba administracyjna rejonu romanowskiego, przy linii kolejowej Szepetówka–Berdyczów. W 2001 roku liczyło ok. 8,2 tys. mieszkańców.

## Historia
Miejscowość założona w 1471 roku. Własność Beaty Kościeleckiej, matki Halszki z Ostroga. Później przeszedł na własność Ilińskich herbu Lis. W XVIII wieku miejscowość stała się własnością Kazimierza Ilińskiego, a sama miejscowość siedzibą linii Ilińskich określanej jako „senatorską”, w odróżnieniu od młodszej linii na Maniowcach. Józef August Iliński założył w miejscowości młyn parowy oraz wielką fabrykę sukna na 120 warsztatów, sprowadzając do niej rzemieślników z Anglii. Za jego rządów powstała także hodowla koni rasy angielskiej. W XIX wieku miejscowość stała się własnością Steckich. Prawa miejskie od 1817 roku. W mieście znajdowały się klasztory wizytek, szarytek, jezuitów (filia Akademii Połockiej) oraz szkoła dla głuchoniemych.
Status osiedla typu miejskiego od 1924 roku.

## Historia Żydów z Romanowa[5]
Pierwsza wzmianka o osadnictwie żydowskim w mieście Romanów sięga 1787 r. Wraz z rewolucją bolszewicką w 1917 r., wojną domową z lat 1918–1920 i kolejnymi latami Żydzi doznali przemocy ze różnych stron. Wszystkie sklepy, z których wiele należało wcześniej do Żydów, Sowieci zamknęli na początku lat trzydziestych XX w. Wielu Żydów musiało pracować w lokalnych fabrykach a wielu żydowskich rzemieślników przystąpiło do spółdzielni.
Podczas okupacji hitlerowskiej, W lipcu 1941 roku Niemcy utworzyli getto dla żydowskich mieszkańców. Przebywało w nim około 2000 osób. 23 października 1941 roku Niemcy zlikwidowali getto, a Żydów zamordowali na cmentarzu żydowskim. Sprawcami zbrodni byli Niemcy oraz ukraińska policja. 

## Zabytki
- pałac – Józef August Iliński herbu Lis pod koniec XVIII wieku rozpoczął budowę ogromnego pałacu według projektu Falendyna (Walendina) Merka. Klasycystyczny trzynastoosiowy obiekt miał portyk wsparty na sześciu kolumnach. Wielkością na Kresach dorównywał mu tylko pałac w Tulczynie. Wnętrza były ozdobione m.in. obrazami Samarytanka Luca Giordano, Trzej królowie przy żłobku Chrystusa Jacopo Bassano, Charitas Bartolomeo Schedoni, Trzy części świata Tycjana, Bitwa i Przechadzka Philipsa Wouwermanna i Święty Bruno Lueurea, Rycerz w pancerzu Petera Paula Rubensa, Wniebowstąpienie Tintoretta, Kuszenie św. Antoniego Davida Teniersa, Pejzaż flamandzki Hermana van Swanevelta. Pałac otaczał park dworski, w którym znajdował się trzymetrowy granitowy pomnik w kształcie piramidy, poświęcony pamięci gen. Janusza Ilińskiego poległego w 1792 roku pod Markuszowem. W drugiej połowie XIX wieku pałac stał się własnością rodziny Steckich. Wygląd obiektu znany jest jedynie z rycin Teuberta i Wilczyńskiego, ponieważ pałac 5 grudnia 1876 roku całkowicie spłonął, wraz ze znajdującymi się tam kolekcjami. Odbudowy już nie podjęto, a rodzina Steckich przeprowadziła się do dawnego kolegium jezuitów[7][8].

## Urodzeni w miejscowości
- Ignacy Feliks Dobrzyński – polski kompozytor,
- Józef August Iliński – generał i dziedzic dóbr,
- Kazimierz Truchanowski – polski prozaik i tłumacz,
- Borys Tarasiuk – ukraiński polityk, minister spraw zagranicznych Ukrainy,
- Wiktor Razwadowski – ukraiński wojskowy i polityk, poseł do Rady Najwyższej,
- Bolesław Książek (ceramik) – polski ceramik.